# Hamaticolax
Hamaticolax is een geslacht van eenoogkreeftjes uit de familie van de Bomolochidae. De wetenschappelijke naam van het geslacht is voor het eerst geldig gepubliceerd in 2006 door Ho & Lin.

## Soorten
- Hamaticolax attenuatus (Wilson C.B., 1913)
- Hamaticolax embiotocae (Hanan, 1976)
- Hamaticolax galeichthyos (Luque & Bruno, 1990)
- Hamaticolax maleus (Oldewage, 1994)
- Hamaticolax occultus (Kabata, 1971)
- Hamaticolax paralabracis (Luque & Bruno, 1990)
- Hamaticolax prolixus (Cressey, 1969)
- Hamaticolax scutigerulus (Wilson C.B., 1935)
- Hamaticolax spinulus (Cressey, 1969)
- Hamaticolax unisagittatus (Tavares & Luque, 2003)